# Anomodon tasmanicus
Anomodon tasmanicus là một loài rêu trong họ Thuidiaceae. Loài này được Broth. mô tả khoa học đầu tiên năm 1899.